# セント・アンドルーズ・スタジアム
セント・アンドルーズ・スタジアム (St. Andrew's Stadium)は、イングランド・ウェスト・ミッドランズ州バーミンガムにあるサッカースタジアム。バーミンガム・シティFCのホームスタジアムとなっている。収容人数は30,016人。2018年6月、中国の投資会社であるトリリオン・トロフィー・アジアとネーミングライツ契約を結び、名称が「セント・アンドルーズ・トリリオン・トロフィー・スタジアム」へと変更された。契約期間は3年。

## 概要
バーミンガム・シティFCが1906年からホームスタジアムとして使用している。

## 入場者数

### 平均入場者数
- 2007-2008: 26,181 (プレミアリーグ)
- 2006-2007: 22,274 (チャンピオンシップ)
- 2005-2006: 27,392 (プレミアリーグ)
- 2004-2005: 28,760 (プレミアリーグ)
- 2003-2004: 29,076 (プレミアリーグ)
- 2002-2003: 28,831 (プレミアリーグ)
- 2001-2002: 22,157 (ディビジョン1)
- 2000-2001: 21,608 (ディビジョン1)

### 最多入場者数
- 66,844 (FAカップ 5回戦) バーミンガム v エヴァートン, 1939.2.11
- 29,588 (プレミアリーグ) バーミンガム v アーセナル , 2003.11.22 (全面座席改修後)

## ギャラリー

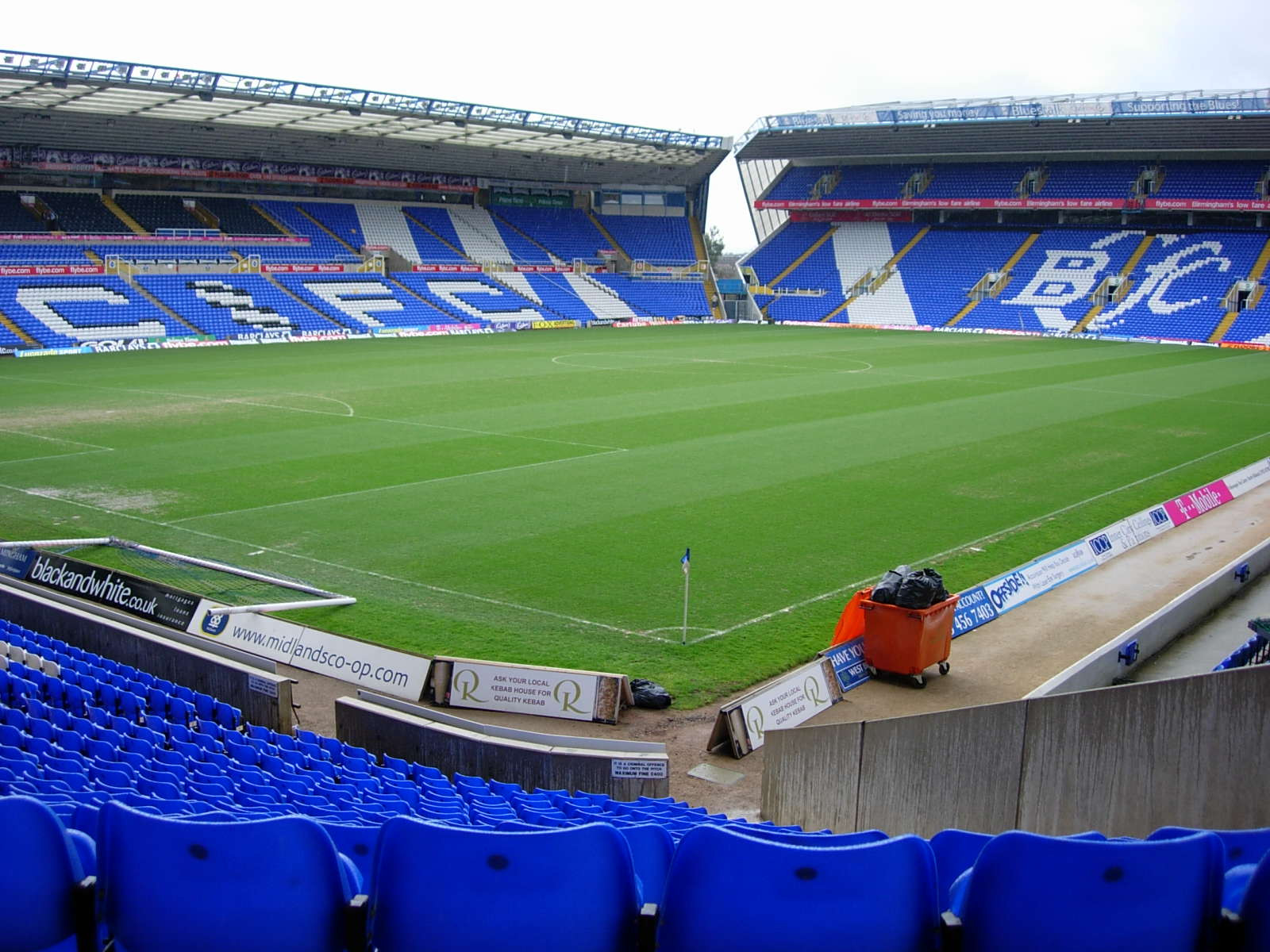
ピッチ
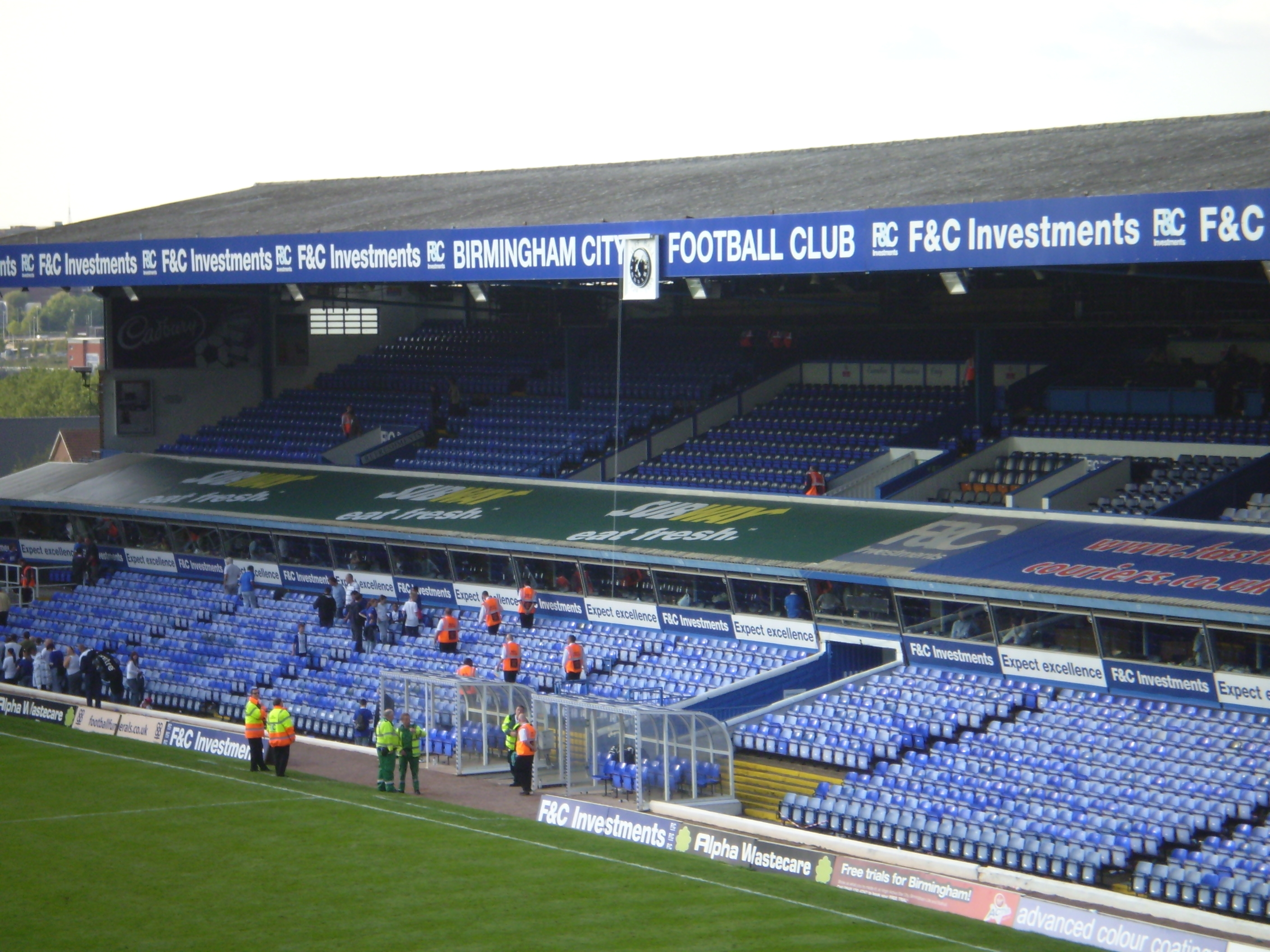
メインスタンド
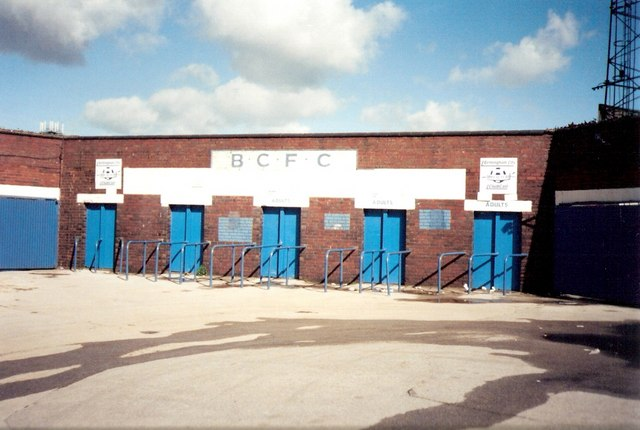
正面入り口